# Каспаров Геворг Володимирович
Геворг Володимирович Каспаров (вірм. Գևորգ Վլադիմիրի Կասպարով; нар. 25 липня 1980, Єреван, Вірменська РСР) — вірменський футболіст, воротар. Гравець національної збірної з футболу. Виступає за клуб вірменської Прем'єр-ліги «Алашкерт».
Протягом своєї кар'єри змінив декілька клубів, в яких почергово виступав нетривалий відрізок часу. Двічі виступав в єреванських клубах «Міка» та «Уліссес». У липні 2012 року перейшов в оренду в «Уліссес». Тпк і не зігравши жодного матчу за клуб, повернувся в «Міку».

## Клубна кар'єра

### Двін
Каспаров є вихованцем арташатського футболу. Кроки молодого футболіста розвивала місцева команда «Двін». У свої 17 років він вже був основним воротарем клубу. Варто зазначити, що захисна лінія клубу була жахливою, внаслідок чого кількість пропущених голів у Каспарова склала 51 м'яч в 18 матчах. У наступному сезоні ситуація змінилася і в 10 матчах Каспаров діставав 19 разів м'яч зі своїх воріт.

### Звартноц-ААЛ
У 2000 році підписує контракт з клубом «Звартноц-ААЛ», з яким двічі дійшов до фіналу Кубку Вірменії і один раз завоював срібні медалі чемпіонату. Можливо кар'єра Каспарова могла продовжитися в цьому клуб, але по завершенні сезону клуб відмовився від подальшої участі в розіграшах першості через фінансові проблеми.

### Вояж в Іран
Каспаров був змушений шукати нове місце роботи. Пропозиція надійшла з сусіднього Ірану, від тегеранського «Арарату». Відігравши сезон, повернувся на батьківщину.

### Міка
У 2004 році перейшов у «Міку». Дебютний матч за аштаракський клуб Каспаров провів 17 квітня, де суперником був чемпіон останніх років єреванський «Пюнік». У тому матчі «Міка» зазнала поразки з рахунком 1:3. Разом з командою завоював срібні медалі чемпіонату.

### Пюнік
У наступному році Каспаров став гравцем «Пюніка». У той час основним гравцем клубу був камерунський легіонер Апула Едель, який згодом отримав громадянство Вірменії. Після першого кола Едель пішов з команди, і Каспаров став основним воротарем команди. У складі «Пюніка» Каспаров ставав дворазовим чемпіоном (2005, 2006), володарем (2005) та фіналістом (2006) Суперкубку Вірменії, а також найкращим воротарем у 2005 році.

### Повторний вояж до Ірану і перехід в Улісс
У 2007 році в черговий раз переїжджає до Ірану, де по одному сезону захищає кольори ПАСу та «Рах Ахану». У 2008 році Каспаров повертається до Вірменії, де йому надходить пропозиція від «Уліссеса». В «Уліссесі» Каспаров проводить два повноцінних сезони. У чемпіонаті 2009 року разом з клубом завойовує бронзові медалі. Після його завершення, переходить в тегеранський клуб «Каве». Контракт з клубом був укладений на п'ять місяців, до завершення чемпіонату у Лізі Азадеган.

### Повернення в «Міку»
У 2010 році, в період літнього трансферного вікна, з'явилася інформація про інтерес до Каспарова з боку «Міки». Надалі велися переговори про придбання гравця. В кінцевому підсумку контракт був укладений і Каспаров, через 6 років, повернувся до «Міки». У сезоні 2010 року був 4-им воротарем клубу, по ходу чемпіонату. До приходу Каспарова, клуб покинули Клевінскас і Гришикашвілі. У першому ж турі, проти «Кілікії» Каспаров взяв участь. У підсумку команда, яка з 4-го туру не знала смаку перемог, перемогла суперника з рахунком 4:1. У розіграші кубка Вірменії завдяки впевненим діям Каспарова, «Міка» дійшла до фіналу, де розгромила «Ширак» — 4:1. 1 грудня у Каспарова закінчився термін контракту з «Мікою», й напередодні цією подією розпочалися переговори самого Каспарова з рядом іранських клубів, які виступали в Лізі Азадеган. Не виключена була ймовірність й того, що гравець продовжить угоду з нинішнім клубом. Що в підсумку й сталося. Каспаров підписав річну угоду з «Мікою». Виступ «Міці» в першій половині чемпіонату був вражаючим. Команда лідирувала з очковим запасом перед найближчими суперниками. Поставлена гра головного тренера Жолта Хорняка вселила впевненість в командних діях гравців. Бездоганна гра в захисній лінії Каспарова чимала деталь в успіху клубу. Однак в літній період Каспаров покинув клуб, перейшовши в оренду в «Уліссес».
На початку липня, Каспаров разом з одноклубником з Агваном Мкртчяном, перейшов в «Уліссес». Перехід був пов'язаний з посиленням клубу перед матчами кваліфікаційного раунду Ліги чемпіонів, проти тираспольського «Шерифа». Не зігравши жодного матчу за «Уліссес» в Лізі чемпіонів, Каспаров і Мкртчян повернулися в «Міку». Після повернення в «Міку» разом з командою став срібним призером вірменського чемпіонату та володарем суперкубка Вірменії. По завершенні першої частини чемпіонату перейшов з «Міки» на правах оренди до іранського «Зоб Ахану». По завершенні орендної угоди підписав з іранським клубом річний контракт, але вже через пів року повернувся до «Міки» та підписав 6-місячну угоду з клубом. У сезоні 2013/14 років Каспаров зіграв у всіх матчах команди другої частини сезону та допоміг «Міці» завоювати бронзові нагороди вірменського чемпіонату.

### Алашкерт
Після початку фінансових проблем у «Міці» залишив розташування клубу та приєднався до «Алашкерта», щоб допомогти клубу успішно виступити в Лізі Європи УЄФА сезону 2015/16 років. Після впевнено зіграних матчів підписав річний контракт з клубом.

## Особисте життя
Одружений, має трьох дітей: Гор, Авет та Марія. Старший син Каспарова також воротар, він намагвється піти по стопам батька.
«Каспаров» — русифікована версія вірменського прізвища «Гаспарян».

## Статистика виступів
Станом 23 червня 2012 року
| Клуб               | Сезон             | Чемпіонат | Чемпіонат | Кубки | Кубки | Єврокубки | Єврокубки | Усього | Усього |
| Клуб               | Сезон             | Матчі     | Голи      | Матчі | Голи  | Матчі     | Голи      | Матчі  | Голи   |
| ------------------ | ----------------- | --------- | --------- | ----- | ----- | --------- | --------- | ------ | ------ |
| «Двін»             | 1997              | 18        | -51       | 0     | 0     | 0         | 0         | 18     | -51    |
| «Двін»             | 1998              | 10        | -19       | 0     | 0     | 0         | 0         | 10     | -19    |
| Загалом            | Загалом           | 28        | −70       | 0     | 0     | 0         | 0         | 28     | −70    |
| ЦСКА-Карабах       | 1999              | 5         | -8        | 0     | 0     | 0         | 0         | 5      | -8     |
| Загалом            | Загалом           | 5         | −8        | 0     | 0     | 0         | 0         | 5      | −8     |
| Звартноц-ААЛ       | 2000              | 9         | -12       | 0     | 0     | 0         | 0         | 9      | -12    |
| Звартноц-ААЛ       | 2001              | 20        | -18       | 4     | -4    | 0         | 0         | 24     | -22    |
| Звартноц-ААЛ       | 2002              | 22        | -29       | ?     | -?    | ?         | -?        | 22     | -29    |
| Загалом            | Загалом           | 51        | −59       | 4     | −4    | 0         | 0         | 55     | −63    |
| «Арарат» (Тегеран) | 2003              | ?         | -?        | ?     | -?    | ?         | -?        | ?      | -?     |
| Загалом            | Загалом           | ?         | -?        | ?     | -?    | ?         | -?        | ?      | -?     |
| «Міка»             | 2004              | 12        | -10       | 1     | 0     | 0         | 0         | 13     | -10    |
| Загалом            | Загалом           | 12        | −10       | 1     | 0     | 0         | 0         | 13     | −10    |
| «Пюнік»            | 2005              | 16        | -?        | ?     | -?    | ?         | -?        | 16     | -?     |
| «Пюнік»            | 2006              | 25        | -?        | ?     | -?    | ?         | -?        | 25     | -?     |
| Загалом            | Загалом           | 41        | −30       | 0     | 0     | 0         | 0         | 41     | −30    |
| ПАС                | 2006/07           | 10        | -?        | ?     | -?    | ?         | -?        | 10     | -?     |
| Загалом            | Загалом           | 10        | -?        | 0     | 0     | 0         | 0         | 10     | -?     |
| «Рах Ахан»         | 2007/08           | 22        | -?        | ?     | ?     | ?         | ?         | 22     | ?      |
| Загалом            | Загалом           | 22        | -?        | 0     | 0     | 0         | 0         | 22     | -?     |
| «Уліссес»          | 2008              | 13        | -?        | ?     | -?    | 0         | 0         | 13     | -?     |
| «Уліссес»          | 2009              | 12        | -?        | ?     | -?    | 0         | 0         | 12     | -?     |
| Загалом            | Загалом           | 25        | -?        | ?     | -?    | 0         | 0         | 25     | -?     |
| «Санаті Кавег»     | 2009/10           | ?         | -?        | ?     | -?    | ?         | -?        | ?      | -?     |
| Загалом            | Загалом           | ?         | -?        | ?     | -?    | ?         | -?        | ?      | -?     |
| «Міка»             | 2010              | 11        | -11       | 0     | 0     | 0         | 0         | 11     | -11    |
| «Міка»             | 2011              | 25        | -21       | 7     | -6    | 2         | -2        | 34     | -29    |
| «Міка»             | 2012/13           | 12        | -13       | 0     | 0     | 0         | 0         | 12     | -13    |
| Загалом            | Загалом           | 48        | −45       | 7     | −6    | 2         | −2        | 57     | −53    |
| «Уліссес»          | 2012/13           | 0         | 0         | 0     | 0     | 0         | 0         | 0      | 0      |
| Загалом            | Загалом           | 0         | 0         | 0     | 0     | 0         | 0         | 0      | 0      |
| Усього за кар'єру  | Усього за кар'єру | 242       | -222      | 12    | -10   | 2         | -2        | 256    | -234   |

## Кар'єра в збірній
З 2004 року постійно залучається до лав національної збірної з футболу. Однак конкуренцію за місце в основному складі Геворг Каспаров до останнього часу програвав більш досвідченому гравцеві московського «Динамо» — Роману Березовському. Дебют у збірній відбувся 12 жовтня 2005 року в матчі проти збірної Андорри, в якому вірменська збірна виграла з рахунком 3:0.
З вересня 2015 року знову став основним воротарем збірної.

## Досягнення

### Командні

#### Звартноц-ААЛ
- Прем'єр-ліга
  -  Срібний призер (1): 2001

#### Уліссес
- Прем'єр-ліга
  -  Бронзовий призер (1): 2009

#### Міка
- Прем'єр-ліга
  -  Срібний призер (2): 2004, 2012-13
  -  Бронзовий призер (1): 2014

- Кубок Вірменії
  -  Володар (1): 2011
  -  Фіналіст (1): 2015

- Суперкубок Вірменії
  -  Фіналіст (1): 2015

#### Алашкерт
- Прем'єр-ліга
  -  Чемпіон (3): 2015/16, 2016/17, 2020/21

- Суперкубок Вірменії
  -  Володар (1): 2016

#### Гандзасар
- Кубок Вірменії
  -  Володар (1): 2018

### Індивідуальні
- Найкращий воротар Вірменії: 2005, 2006, 2015, 2016